# Kupreanof
Kupreanof – miasto w Stanach Zjednoczonych, w stanie Alaska, w okręgu Petersburg.